# South of the Circle
South of the Circle é um jogo eletrônico de aventura desenvolvido pela State of Play Games. A história acompanha Peter, um cientista climático britânico que fica preso na Antártida durante a Guerra Fria. O jogo foi lançado inicialmente para Apple Arcade em outubro de 2020. A 11 Bit Studios lançou versões para Windows e consoles em agosto de 2022. Anton Lesser, Adrian Rawlins, Olivia Vinall, Gwilym Lee, Richard Goulding e Michael Fox participaram da dublagem e captura de movimentos. South of the Circle recebeu avaliações geralmente positivas no lançamento.

## Jogabilidade
South of the Circle é um jogo eletrônico de aventura linear jogado a partir de uma perspectiva em terceira pessoa. No jogo, o jogador assume o controle de Peter, um pesquisador e climatologista da Universidade de Cambridge durante a Guerra Fria. A maior parte do tempo de jogo é dedicada a interações com personagens não jogáveis, nas quais o jogador pode escolher as respostas de Peter por meio de símbolos representando emoções que aparecem acima de sua cabeça na tela. Caso o jogador não selecione nenhuma opção, o jogo escolherá automaticamente uma resposta. Algumas dessas escolhas podem influenciar os desfechos do jogo.

### Cambridge
No início da década de 1960, o climatologista Peter Hamilton enfrenta dificuldades com sua dissertação principal, que pode promovê-lo ao cargo de professor titular. Ele conhece Clara McKirrick, uma acadêmica talentosa que sofre com o sexismo presente em Cambridge na época. Clara passa a colaborar com Peter em sua pesquisa, contribuindo significativamente tanto na escrita quanto no trabalho de campo, levando-o até a casa de campo de sua família nas Terras Altas da Escócia, onde testam os modelos climatológicos de Peter. No entanto, o ambiente conservador da universidade e as tensões da Guerra Fria acabam afetando o relacionamento dos dois.
Molly Shanahan, amiga de Clara, é uma ativista contra a guerra e membro do Partido Comunista da Grã-Bretanha. Após participar de uma marcha de protesto em Londres, Molly é presa sob suspeita de espionagem para a União Soviética. Embora seja libertada sem acusações, sua reputação e carreira acadêmica são severamente prejudicadas. O professor Hargreaves, superior conservador de Peter, insinua que sua ligação com Clara — e, por consequência, com Molly — pode comprometer suas perspectivas na universidade, especialmente em meio às consequências do escândalo dos Quatro de Cambridge e rumores sobre um possível quinto espião.
Como já havia identificado a pesquisa de Peter como útil para fins de segurança nacional, Hargreaves o aconselha a reivindicar para si os créditos pelo trabalho de Clara. Em seguida, envia Peter para se reunir com um representante oficial em Whitehall, que lhe oferece financiamento ilimitado para conduzir sua pesquisa na Antártida, desde que deixe Clara para trás. Embora não seja mostrado explicitamente, o jogo sugere que Peter aceitou a proposta, o que leva ao rompimento do relacionamento com Clara.

### Antártica
Peter é levado de avião à Antártica, mas a aeronave sofre um acidente pouco antes de alcançar seu destino. Com o piloto Floyd imobilizado no local do impacto, cabe a Peter buscar ajuda. Ele consegue alcançar Deception Point, sua estação de pesquisa, mas a encontra completamente abandonada. Decidido a buscar auxílio, segue rumo à que acredita ser a base norueguesa mais próxima, utilizando um veículo de neve deixado para trás. Para seu espanto, a base em questão pertence à União Soviética e também está deserta, além de ter sido saqueada de todos os suprimentos.
Peter continua sua jornada e encontra uma instalação de mineração radioativa, onde finalmente avista sinais de vida: aparentemente, o último navio prestes a deixar o continente. Desanimado e à beira do colapso, ele decide fazer uma última tentativa de retornar a Floyd, guiando-se pelos sinais luminosos que o piloto havia prometido lançar.
Ao chegar ao ponto de encontro, Peter descobre que quem enviava os sinalizadores não era Floyd, mas sim Mikhail, um engenheiro soviético também isolado. Mikhail revela que todos os países signatários do Tratado da Antártida, que proíbe o uso militar da região, vêm violando o acordo ao realizar testes militares no continente. Um recente teste britânico, segundo ele, causou um deslizamento de terra que matou dois pesquisadores noruegueses, desencadeando evacuações em todas as bases.
Mikhail também explica que os sinais persistentes no rádio são alertas soviéticos sobre um míssil que foi lançado com o objetivo de selar a instalação de mineração. Abandonados por seus respectivos governos e diante da iminente ameaça de morte — seja por exposição ao frio extremo ou pela explosão nuclear —, os três homens unem esforços para consertar o avião e transportar combustível da base britânica próxima. Ao romperem as nuvens com a aeronave finalmente decolando, testemunham a ascensão da nuvem em forma de cogumelo da explosão nuclear.

## Desenvolvimento
O jogo foi desenvolvido pelo estúdio britânico State of Play Games, criador de Lumino City. Segundo seus desenvolvedores, o jogo foi influenciado por outras obras do gênero aventura, como Firewatch e What Remains of Edith Finch. A ambientação na Antártida foi inspirada no romance As Incríveis Aventuras de Kavalier & Clay, que inclui uma cena em que dois inimigos supostamente se encontram nesse continente desolado durante a Segunda Guerra Mundial. Inicialmente, a equipe pretendia criar um jogo sobre grandes exploradores na Antártida dos anos 1930, mas essa ideia foi posteriormente descartada.
A equipe de desenvolvimento obteve fotografias da Estação Faraday na década de 1960 por meio de um contato, e chegou a visitar a Ilha do Rei George, ao sul do Chile, para realizar pesquisas in loco.
O jogo apresenta um estilo artístico minimalista, fortemente inspirado em serigrafias da época retratada. De acordo com o diretor Luke Whittaker, o objetivo era adotar um visual que evocasse o espírito do período de meados do século XX. South of the Circle foi desenvolvido na engine Unity.
Os atores Anton Lesser, Adrian Rawlins, Olivia Vinall, Gwilym Lee, Richard Goulding e Michael Fox foram responsáveis tanto pelas vozes quanto pela captura de movimento dos personagens. O sistema de escolhas emocionais — representado por ícones simbólicos — foi introduzido como uma tentativa de aproximar emocionalmente o jogador do protagonista e dos personagens não jogáveis.
Além de abordar a trajetória de Peter antes e durante sua estadia na Antártida, o jogo explora temas como masculinidade, negação, isolamento e a confiabilidade das memórias. As tensões geopolíticas na região durante a Guerra Fria e o contexto do Tratado da Antártida também exercem papel central na narrativa.
South of the Circle foi anunciado oficialmente em setembro de 2020 pelo estúdio State of Play Games. O jogo foi lançado inicialmente em 30 de outubro de 2020 para iOS, como parte do serviço Apple Arcade.
As versões para Windows, macOS e consoles foram anunciadas em abril de 2022 em parceria com a publicadora 11 Bit Studios. O lançamento nessas plataformas ocorreu em 3 de agosto de 2022, com versões para Windows, PlayStation 4, PlayStation 5, Nintendo Switch, Xbox One e Xbox Series X/S.

## Recepção
Segundo o agregador de críticas Metacritic, a versão para iOS de South of the Circle recebeu avaliações "geralmente positivas", enquanto a versão para PlayStation 5 obteve críticas "mistas ou medianas".
Diversos críticos elogiaram o estilo artístico minimalista do jogo, seus temas maduros e as atuações do elenco.
Algumas análises destacaram a escassez de elementos tradicionais de jogabilidade, apontando a limitada interatividade e expressando decepção com o fato de que as escolhas feitas pelo jogador influenciam pouco o desenrolar da narrativa.
Durante a 24ª edição do D.I.C.E. Awards, organizada pela Academy of Interactive Arts & Sciences, South of the Circle foi indicado ao prêmio de Jogo Mobile do Ano.